# Râul Lovnic
Râul Lovnic este un afluent al râului Valea Mare. 

## Hărți
- Harta Județului Brașov